# FK Čelik Nikšić
FK Čelik Nikšić (srbsky Fudbalski klub «Čelik» Nikšić, srbskou cyrilicí Фудбалски клуб «Челик» Никшић) byl fotbalový klub z Černé Hory, z města Nikšić. Založen byl roku 1957, název Čelik znamená ocel. Domácím hřištěm je Stadion Željezare s kapacitou 2 000 míst.

## Historie
V ročníku 2011/12 získal klub černohorský fotbalový pohár, ačkoli v tomto ročníku působil ještě ve druhé lize. Bylo to poprvé v historii černohorského poháru, kdy trofej získal tým z nižší ligy. Následně vstoupil poprvé do evropských pohárů, konkrétně do Evropské ligy 2012/13, kde v 1. předkole vyřadil bosenský celek FK Borac Banja Luka po remízách 2:2 venku a 1:1 doma (uplatnilo se pravidlo venkovních gólů, domácí zápas hrál na stadionu Gradski, který patří ligovému konkurentovi FK Sutjeska Nikšić z důvodů nevyhovujícího domácího hřiště pro evropské poháry). Poté ve 2. předkole cestoval na Ukrajinu do Doněcku, kde se střetl s týmem FK Metalurh Doněck. Tento souboj přitáhl zájem místních médií, neboť Čelik kvůli vysokým nákladům na dopravu cestoval 2 143 km autobusem a cesta zabrala 3 dny (celkem 70 hodin). Na místo dorazil v den zápasu, který prohrál s Metalurhem vysoko 0:7 (pro Metalurh to byla nejvyšší výhra v evropských pohárech). Domácí odveta skončila porážkou 2:4, ačkoli Čelik již kladl větší odpor. Tým tak byl vyřazen z Evropské ligy.
Po sezóně 2011/12 poprvé postoupil do nejvyšší soutěže Černé Hory a v následujícím ročníku 2012/13 se umístil na konečném 3. místě v první lize. V létě 2014 po prohře v prvním předkole Evropské ligy klub ohlásil finanční problémy, které vyústily v odhlášení klubu ze soutěží černohorského svazu pro sezónu 2014/15.

## Úspěchy
- Černohorský fotbalový pohár - 1× vítěz (2011/12)[1]

## Výsledky v evropských pohárech
| Sezóna  | Soutěž             | Kolo        | Soupeř              | Doma | Venku | Celkem   | Postup  |
| ------- | ------------------ | ----------- | ------------------- | ---- | ----- | -------- | ------- |
| 2012/13 | Evropská liga UEFA | 1. předkolo | FK Borac Banja Luka | 1–1  | 2–2   | 3–3 (VG) | postup  |
| 2012/13 | Evropská liga UEFA | 2. předkolo | FK Metalurh Doněck  | 2–4  | 0–7   | 2–11     | vyřazen |
| 2013/14 | Evropská liga UEFA | 1. předkolo | Budapest Honvéd FC  | 1–4  | 0–9   | 1–13     | vyřazen |
| 2014/15 | Evropská liga UEFA | 1. předkolo | FC Koper            | 0–5  | 0–4   | 0–9      | vyřazen |

Vysvětlivky:
- VG - pravidlo venkovních gólů
- prodl. - po prodloužení

## Poslední soupiska
K červenci 2012
| Číslo |            | Pozice | Hráč                |
| ----- | ---------- | ------ | ------------------- |
| 1     | Černá Hora | B      | Zoran Aković        |
| 2     | Srbsko     | O      | Aleksandar Krsteski |
| 3     | Černá Hora | O      | Nemanja Kosović     |
| 4     | Černá Hora | O      | Danilo Vuković      |
| 5     | Srbsko     | O      | Ahmed Mujdragić     |
| 7     | Černá Hora | Ú      | Žarko Vilotijević   |
| 8     | Černá Hora | Z      | Zijad Adrović       |
| 9     | Černá Hora | Z      | Ivan Ivanović       |
| 10    | Černá Hora | Ú      | Miloš Đalac         |
| 12    | Černá Hora | B      | Nikola Delibašić    |
| 14    | Černá Hora | O      | Dejan Kovačević     |
| 15    | Černá Hora | O      | Nenad Bubanja       |
| 16    | Černá Hora | Z      | Filip Ćipranić      |
| 17    | Černá Hora | Z      | Darko Zorić         |

| Číslo |            | Pozice | Hráč               |
| ----- | ---------- | ------ | ------------------ |
| 18    | Černá Hora | O      | Milovan Nikolić    |
| 19    | Černá Hora | Z      | Darko Bulatović    |
| 20    | Černá Hora | O      | Predrag Vidakanić  |
| 21    | Černá Hora | O      | Ilija Bulatović    |
| 22    | Srbsko     | Z      | Semir Hadžibulić   |
| 23    | Černá Hora | Ú      | Vasilije Jovović   |
| 25    | Černá Hora | Ú      | Bojan Kalezić      |
| 28    | Srbsko     | Ú      | Stevan Račić       |
| 29    | Černá Hora | Z      | Predrag Brnović    |
| --    | Srbsko     | O      | Ljubo Baranin      |
| --    | Černá Hora | Z      | Miroslav Todorović |
| --    | Srbsko     | Z      | Saša Stojanović    |
| --    | Srbsko     | Z      | Nebojša Prtenjak   |